# François de Chantelouve
François de Chantelouve (François de Grossombre) est un poète et dramaturge français du XVIe siècle.

## Biographie
Frère François de Chantelouve, sieur de Grossombre est chevalier de l'ordre de Saint Jean de Jérusalem. Très peu de détails concernant la vie de ce gentilhomme bordelais nous sont parvenus. Une certitude cependant: les Chantelouve habitaient le fief noble de Grossombre à Dardenac dans la sénéchaussée de Libourne.
Catholique engagé, il a écrit une tragédie sur l'assassinat de l'amiral de Coligny : la Tragédie de feu Gaspard de Coligny (1575) et une tragédie biblique, Pharaon (1577).

## Œuvres
- Jean François Grossombre de Chantelouve, La tragedie de feu Gaspard de Colligny, jadis admiral de France : contenant ce qui advint a Paris le 24. d'aoust 1572, avec le nom des personnages..., Paris, 1575, 48 p. (lire en ligne sur Gallica).

Jean François Grossombre de Chantelouve, La tragedie de feu Gaspard de Colligny, jadis admiral de France : contenant ce qui advint a Paris le 24. d'aoust 1572, avec le nom des personnages..., Paris, 1744, 54 p. (lire en ligne sur Gallica).
- Jean François Grossombre de Chantelouve, Tragédie de Pharaon et autres oeuvres poétiques , contenant hymnes, divers sonnets et chansons, Paris, Nicolas Bonfons, 1577, 438 p. (lire en ligne sur Gallica)[1].

- « Hymne de la puce », extrait de Tragédie de Pharaon et autres œuvres poétiques, in Patrick Dandrey, L'éloge paradoxal : de Gorgias à Molière, 1997 lire en ligne sur Gallica
- La Tragédie de feu Gaspard de Coligny, édition Keith Cameron, Université d'Exeter, 1971, Textes littéraires nº 3